# Francisco María González Balcarce
Francisco María González Balcarce fue un militar español y luego argentino que luchó en las Invasiones Inglesas y en la Guerra de Independencia de la Argentina, falleciendo en el combate de Nazareno.

## Biografía
Francisco María Balcarce nació en la Guardia de Luján, provincia de Buenos Aires, el 21 de noviembre de 1792, hijo menor del coronel de los Reales Ejércitos y comandante de Blandengues de Buenos Aires, el catalán Francisco González Balcarce Elat y de Victoria Damasia Martínez Fontes y  hermano menor de los guerreros de la independencia: Juan Ramón, Antonio, Marcos, Lucas, José y Diego. Curiosamente, el único de los hermanos Balcarce que suele ser citado con el apellido completo de González Balcarce es Antonio; todos los demás son generalmente conocidos con el apellido Balcarce.
El 15 de julio de 1805 se incorporó como cadete de la 3.º compañía del 2.º batallón del Regimiento de Infantería de Buenos Aires, el "Fijo". Pasó en 1807 a la 2.º compañía participando de la lucha contra las Invasiones Inglesas al Virreinato del Río de la Plata.
El 18 de enero de 1808 fue promovido a subteniente graduado del Regimiento de Granaderos de Infantería de Buenos Aires.
Adhirió a la Revolución de Mayo de 1810 y, reconocido en su grado, marchó con la Primera expedición auxiliadora al Alto Perú al mando de su hermano Antonio. Luchó en la batalla de Suipacha y en la de Huaqui.
Murió de un balazo en el combate de Nazareno el 12 de enero de 1812 junto a su primo Lucas Balcarce, según algunos autores con el grado de capitán.